# 凯德起义
凯德起义是指1450年4月至7月期间英国肯特郡、苏塞克斯郡发生的反對英國當局的農民起事。凱德指的是起事領導人杰克·凯德（Jack Cade）。当地农民由於不满沉重的赋税以及百年战争的失利，1450年6月1日，肯特郡率先爆发起事，並且蔓延到苏塞克斯郡。起事者決定向伦敦进军，並於7月3日攻入倫敦，英國國王亨利六世逃离伦敦。由於起事者抢劫倫敦市民，引發倫敦市民不滿，雙方之間爆發衝突。最終坎特伯雷大主教和约克大主教出來調解提出如果杰克·凯德解散武裝，起事者可以被赦免。杰克·凯德決定解散武裝。同年7月12日，杰克·凯德被捕，不久去世。